# Don’t Lose Your Head
«Don’t Lose Your Head» (с англ. — «Не теряй головы») — песня британской рок-группы Queen с альбома A Kind of Magic. Песню написал Роджер Тейлор, в песне использован бэк-вокал Джоан Арматрейдинг.
Песня выходила на стороне «Б» сингла «Pain Is So Close to Pleasure», а её инструментальный ремикс — «A Dozen Red Roses for My Darling» — на сторонах «Б» синглов «A Kind of Magic» и «Princes of the Universe».
Инструментальная версия этой песня дважды звучит в фильме «Горец», один раз она переходит в песню «New York, New York» в исполнении Queen.

## Версии песни
Альбомная версия песни длится 4 минуты 34 секунды. На 7" синглах «A Kind of Magic» и «Princes of the Universe» вышла инструментальная версия «A Dozen Red Roses for My Darling», она длится 4 минуты 45 секунд; в неё были добавлены дополнительные партии синтезатора. На 12" сингле «A Kind of Magic» была записана расширенная версия этой композиции, в неё была добавлена дополнительная партия ударных в самом начале, она длится 5 минут 16 секунд.